# This Strange Engine
Albums de Marillion
The Best Of Both Worlds
(1997) Radiation
(1998)
Singles
1. Man of a Thousand Faces
Sortie : 2 juin 1997
2. 80 Days
Sortie : 13 octobre

This Strange Engine est le 9e album studio du groupe de rock progressif anglais, Marillion. Sorti le 22 juillet 1997, il est le premier de trois albums réalisés pour le label Castle Communication et a été produit par le groupe.

## Historique
Cet album fut enregistré entre août et novembre 1996 dans le studio du groupe situé dans le Buckinghamshire, "The Racket Club".
Deux singles seront tirés de l'album : Man of a Thousand Faces et 80 Days et pour la première fois aucun des deux n'entra dans le top40, le premier atteignant la 98e place et le deuxième ne se classant pas du tout. 
La chanson Estonia est née après la rencontre de Steve Hogarth avec Paul Barney, l'unique survivant anglais du naufrage du ferry Estonia dans la mer Baltique, qui fit 852 victimes le 28 septembre 1994.
 
La dernière chanson de l'album This Strange Engine est crédité de 30 minutes 24 secondes, mais elle s'arrête au bout de 15 minutes 33 secondes, le reste étant sans son. À 29 minutes 37 secondes, la bande son reprend par un fou rire d'un des musiciens accompagné d'un petit solo de piano.
L'album sera classé 27e dans les charts britanniques. Il se classa aussi en Allemagne (#48), Finlande (#39) mais c'est aux Pays-Bas qu'il obtiendra son meilleur classement, 10e.

## Liste des titres
- Les paroles sont écrites par Steve Hogarth et John Elmer, la musique est signée par le groupe.

| No | Titre                   | Durée |
| -- | ----------------------- | ----- |
| 1. | Man of a Thousand Faces | 7:33  |
| 2. | One Fine Day            | 5:31  |
| 3. | 80 Days                 | 5:00  |
| 4. | Estonia                 | 7:56  |
| 5. | Memory of Water         | 3:01  |
| 6. | An Accidental Man       | 6:12  |
| 7. | Hope for the future     | 5:10  |
| 8. | This Strange Machine    | 30:24 |

## Musiciens du groupe
- Steve Hogarth : chant, claviers, percussions, chœurs.
- Steve Rothery : guitares.
- Mark Kelly : claviers, chœurs.
- Pete Trewavas : basse, chœurs.
- Ian Mosley : batterie, percussions.

## Musiciens additionnels
- Tim Perkins : balalaïka sur Estonia.
- Phil Todd: saxophone sur This Strange Engine.
- Paula Savage : trompette sur Hope for the Future.
- Charlton & Newbottle School Choir: chœurs sur Man of a Thousand Faces.

## Charts
Charts album
| Pays                         | Durée du classement | Meilleur classement |
| ---------------------------- | ------------------- | ------------------- |
| Allemagne                    | 4 semaines          | 48e                 |
| Finlande                     | 1 semaine           | 39e                 |
| Pays-Bas                     | 11 semaines         | 10e                 |
| Royaume-Uni                  | 3 semaines          | 27e                 |
| Royaume-Uni (Rock and Metal) | -                   | 1er                 |

Chart single
| Date       | Single                  | Chart            | durée du classement | Position |
| ---------- | ----------------------- | ---------------- | ------------------- | -------- |
| 14/06/1997 | Man of a Thousand Faces | UK Singles Chart | 1 semaine           | 98e      |